# Drapeau de Florianópolis
 (novembre 2023).
Si vous disposez d'ouvrages ou d'articles de référence ou si vous connaissez des sites web de qualité traitant du thème abordé ici, merci de compléter l'article en donnant les références utiles à sa vérifiabilité et en les liant à la section « Notes et références ».

Drapeau de Florianópolis.

Le drapeau de la municipalité brésilienne de Florianópolis fut institué le 17 mars 1976, pour la commémoration des 250 ans de l'émancipation politique de la ville. 
Il est constitué d'un rectangle blanc, recoupé de deux bandes rouges (reprenant les couleurs de l'État de Santa Catarina). Au centre se trouve le blason de Florianópolis, duquel sont enlevés les deux « lieutenants » (nom donné aux personnages supportant le blason de la ville). 